# Akaflieg München Mü 13
Die Akaflieg München Mü 13 „Merlin“ ist ein Segelflugzeug der studentischen Fliegergruppe Akaflieg München und war ein Entwurf von Egon Scheibe unter der Beteiligung von Kurt Schmidt und Tony Tröger. Sie galt als eines der erfolgreichsten Segelflugzeuge ihrer Zeit und war in einer zweisitzigen Variante der Scheibe-Flugzeugbau GmbH unter der Bezeichnung Mü 13 E Bergfalke eines der beliebtesten Schulflugzeuge der Nachkriegszeit.
Der modifizierte Nachbau einer Mü 13 D ist seit dem Jahr 2000 wieder im Besitz der Akaflieg München und wird grundüberholt (Stand 2021).

## Geschichte
Aufgrund der Erfolge der Mü 10 und auf Drängen von Kurt Schmidt begann Egon Scheibe 1935 mit der Konstruktion eines einsitzigen Segelflugzeuges. Es wurden daraufhin zwei Prototypen, die Mü 13 „Merlin“ und Mü 13 „Atalante“, gebaut. Besonderes Augenmerk setzte vor allem Mitkonstrukteur Tony Tröger auf die Möglichkeit, nachträglich einen Motor einbauen zu können. So wurde die „Merlin“ 1937 mit einem Motor ausgestattet und fortan als „Motormerlin“ bezeichnet.
Die „Atalante“ hingegen, die mit viel persönlichem und finanziellem Einsatz von Kurt Schmidt gebaut wurde, blieb ein Segelflugzeug und wurde später beim 17. Rhönwettbewerb 1936 erstmals geflogen. Er gewann den Wettbewerb überlegen und die „Atalante“ wurde zu einem der erfolgreichsten Segelflugzeuge der 1930er-Jahre. 1939 wurde eine Variante der „Atalante“ als Mü 13 D von der Firma Schwarzwald Flugzeugbau Wilhelm Jehle in Donaueschingen gebaut. Von den über 150 gebauten Exemplaren sind heute noch mehrere erhalten.
1951 gründete Egon Scheibe die Scheibe-Flugzeugbau GmbH und baute als erstes Flugzeug die Scheibe Mü 13 E Bergfalke I. Es handelte sich dabei um eine zweisitzige Version der Mü 13. Die Bergfalken-Serie war eines der beliebtesten Schulungsflugzeuge der Nachkriegszeit.

## Konstruktion
Mit der Mü 13 feierte die von Egon Scheibe begründete Münchner Schule endgültig ihren Durchbruch. Der freitragende Schulterdecker teilte sich mit seinem Vorgänger der Mü 10 den stoffbespannten Stahlrohrrumpf, das Profil und die Leitwerksanordnung. Aufgrund des geringen Gewichts des Rumpfes und des kurzen Schwanzes befand sich das Cockpit kurz vor der Fläche. Dies führt zu einem eingeschränkten Sichtfeld des Piloten, was zum Teil durch zusätzliche Cellon-Seitenfenster im Rumpf ausgeglichen wurde. Die trapezförmigen Tragflächen waren in Holzbauweise mit Stoffbespannung gefertigt. Es waren Klappen über die gesamte Länge der Flächen angebracht, um das langsame Kreisen in der Thermik zu verbessern. Das Leitwerk bestand ebenfalls aus einer stoffbespannten Holzkonstruktion. Die Mü 13 besaß ein Einziehfahrwerk, bestehend aus einem Rad 260 × 85 mm und einem Schleifsporn am Heck.

## Varianten

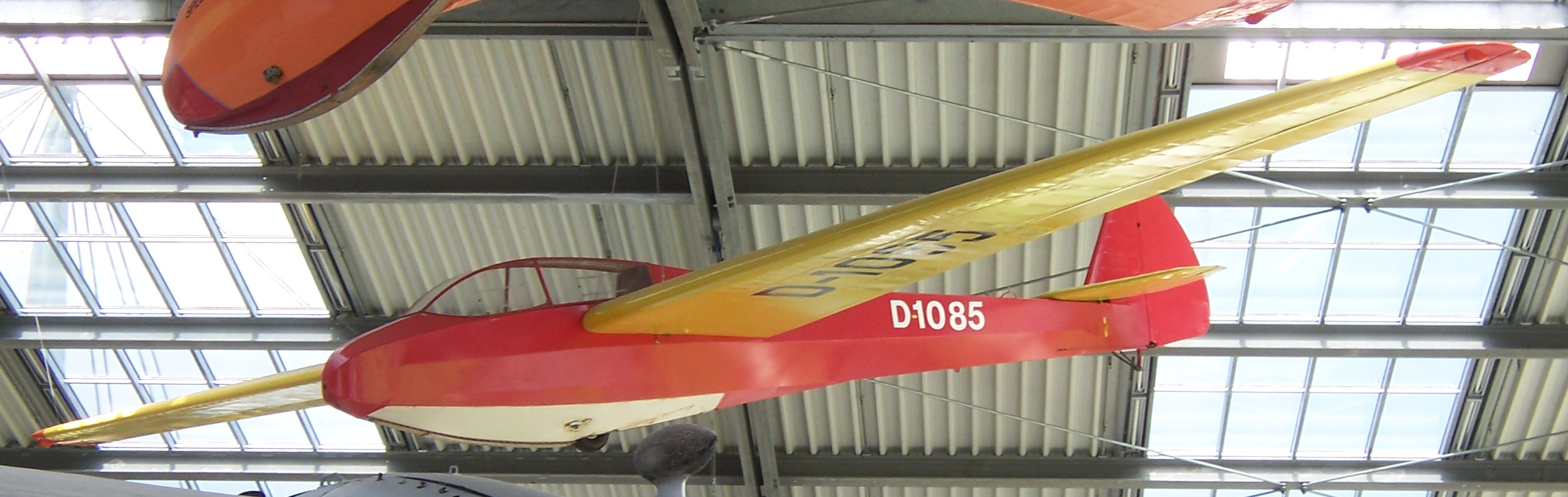
Die Mü 13 E Bergfalke I

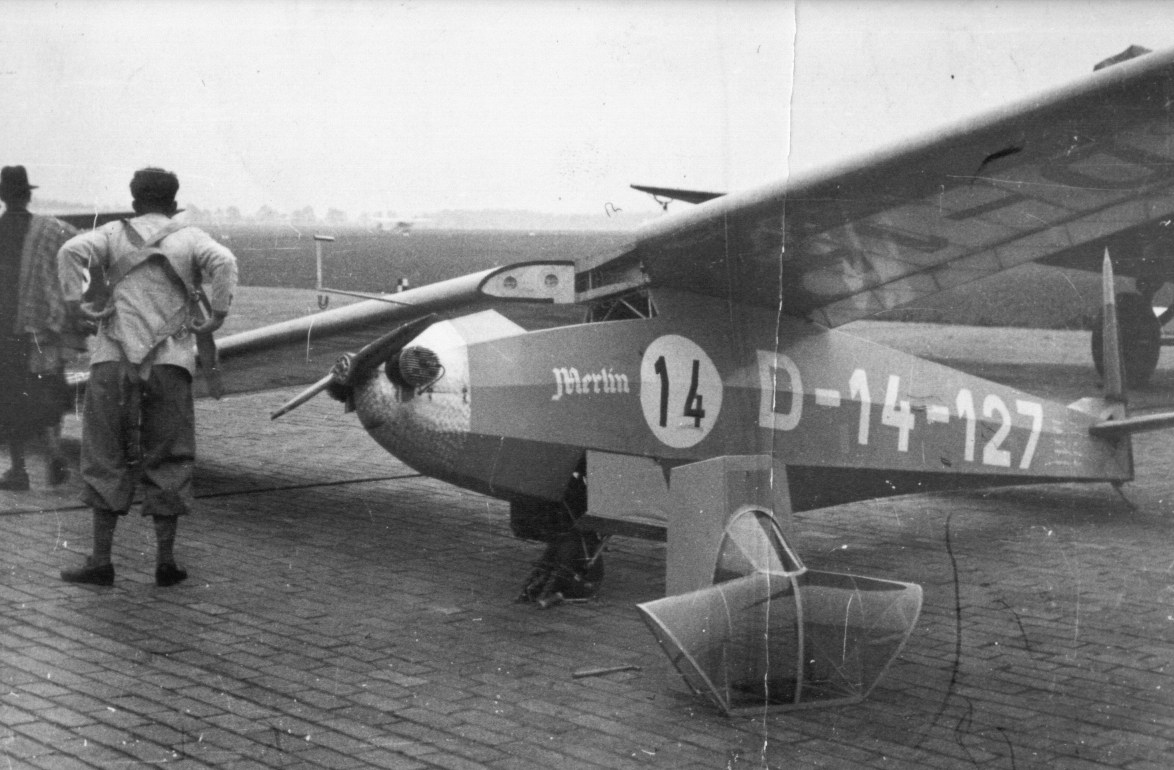
Die Mü 13 „Motormerlin“

### Mü 13 D
Aufbauend auf der erfolgreichen Mü 13 „Atalante“ wurde ab 1939 bei der Firma Schwarzwald Flugzeugbau Wilhelm Jehle in Donaueschingen die Variante Mü 13 D1 gefertigt. Die Mü 13 D1 wurde wiederum bis zu einer Variante Mü 13 D3 mit verlängertem Rumpf und größerem Seitenruder weiterentwickelt, die 1942 erstmals gebaut wurde. Von den drei Typen wurden bis Kriegsende insgesamt 150 Stück gefertigt. In den 1950er-Jahren wurden drei Flugzeuge von Segelflugvereinen nachgebaut.

### Scheibe Mü 13 E Bergfalke I
Nach dem Zweiten Weltkrieg entwarf Egon Scheibe eine zweisitzige Version der Mü 13 und vertrieb sie als Schulungsflugzeug mit seiner Scheibe-Flugzeugbau GmbH sehr erfolgreich.

### Mü 13 „Motormerlin“
1937 wurde nachträglich ein Motor vom Typ Köcher-Kröber M4 mit 18 PS mit 28-l-Tank in die Mü 13 „Merlin“ eingebaut, der eine starre Zweiblatt-Holzluftschraube mit ⌀ 1,25 m antrieb. Durch das verwendete langsame Mü-Profil konnte die Mü 13 „Motormerlin“ mit nur 50 km/h gelandet werden, was auch den Verzicht auf eine Radbremse erklärt. Der Motorsegler erreichte eine Höchstgeschwindigkeit von 133 km/h.

## Technische Daten
| Kenngröße             | Daten der Mü 13 „Merlin“  | Daten der Mü 13 „Motormerlin“                                                                         |
| --------------------- | ------------------------- | --- |
| Besatzung             | 1                         | 1 |
| Länge                 | 5,90 m (8,50 geklappt)    | 6,00 m                                                                                                |
| Spannweite            | 16,00 m (1,04 m geklappt) | 16,00 m                                                                                               |
| Höhe                  | 1,65 m (1,52 m geklappt)  | 1,42 m                                                                                                |
| Flügelfläche          | 17,00 m²                  | 17,00 m²                                                                                              |
| Flügelstreckung       | 15,06                     | 15,06                                                                                                 |
| V-Form                | 2,5°                      | 2,5°                                                                                                  |
| Tragflächenbelastung  | 13,82 kg/m²               | 16,82 kg/m²                                                                                           |
| Leistungsbelastung    | –                         | 15,81 kg/PS                                                                                           |
| Flächenleistung       | –                         | 1,06 PS/m²                                                                                            |
| Leermasse             | 145 kg                    | |
| Rüstmasse             | bis 195 kg                | 175 kg                                                                                                |
| Zuladung              | 90 kg                     | 110 kg                                                                                                |
| max. Startmasse       | 285 kg                    | 285 kg                                                                                                |
| Antrieb               | –                         | ein luftgekühlter Zweizylinder-Zweitakt-Boxermotor Kröber M 4, Startleistung 18 PS (13 kW) bei 2700/m |
| Höchstgeschwindigkeit | 200 km/h (zul.)           | 133 km/h                                                                                              |
| Reisegeschwindigkeit  | –                         | 100 km/h                                                                                              |
| Landegeschwindigkeit  |                           | 50 km/h                                                                                               |
| Gleitzahl             | 28                        | |
| Geringstes Sinken     | 0,58 m/s bei 55 km/h      | |
| Dienstgipfelhöhe      | –                         | 3000 m                                                                                                |
| Reichweite            | –                         | 400 km                                                                                                |
| Flugdauer             | –                         | 3,5 h                                                                                                 |
| Startstrecke          | –                         | 100 m                                                                                                 |

## Erhaltene Flugzeuge
Im Jahr 1955 baute die Akaflieg München eine Mü 13 D (D-1305) mit Veränderungen in der Konstruktion: Rumpfvorderteil und die Tragflächenenden waren modifiziert und das Leitwerk eines Bergfalken II verwendet worden. Das Flugzeug ist seit 2000 wieder im Besitz der Akaflieg München, wurde 2014 als bewegliches technisches Kulturgut in die Denkmalliste Bayerns aufgenommen und befindet sich (Stand 2021) in der Grundüberholung.
Eine Mü13D wird vom Verein zur Förderung des historischen Segelflugs betrieben, seit 2022 gibt es auch einen Transportanhänger und seither ist sie auf vielen Treffen des VFhS zu sehen.
Ein nicht flugfähiges Exemplar befindet sich in der Ausstellung des Deutschen Segelflugmuseums mit Modellflug auf der Wasserkuppe.
Das Gliding Heritage Center am Lasham Airflield in Großbritannien besitzt eine Mü13 D aus der Produktion von Scheibe.